# Damrak
Il Damrak è un canale parzialmente riempito situato nel centro di Amsterdam, tra la stazione di Amsterdam Centrale e Piazza Dam, in direzione nord-sud. È la via principale che le persone uscite dalla stazione percorrono per arrivare nel centro di Amsterdam. Inoltre qui è situata una delle due linee di tram GVB che dalla stazione conducono al centro cittadino, con le linee 4, 9, 16, 24, e 25. Sotto questa via corre la metropolitana di Amsterdam (la linea Nord/Sud) tra la stazione della metropolitana esistente alla Stazione centrale e la nuova stazione Rokin.
La strada era situata su un rak, un tratto rettilineo del fiume Amstel nei pressi di una diga. Da questi due elementi nasce il nome del canale e poi della via. Nel XIX secolo sulle rive del canale furono costruiti l'ex palazzo della Borsa, il monumentale Beurs van Berlage, e diversi altri edifici connessi alle attività finanziarie edificati lì nel XX secolo. Con il passare del tempo, il termine "Damrak" finì per essere un sinonimo della Borsa di Amsterdam. Il Beurs van Berlage ora è sede di una sala concerti e di una sala per le esposizioni. Oggi, la zona è conosciuta per i suoi ristoranti, per i suoi locali alla moda e per il cambio valuta. I suoi canali sono percorsi anche da chiatte.

## Galleria d'immagini

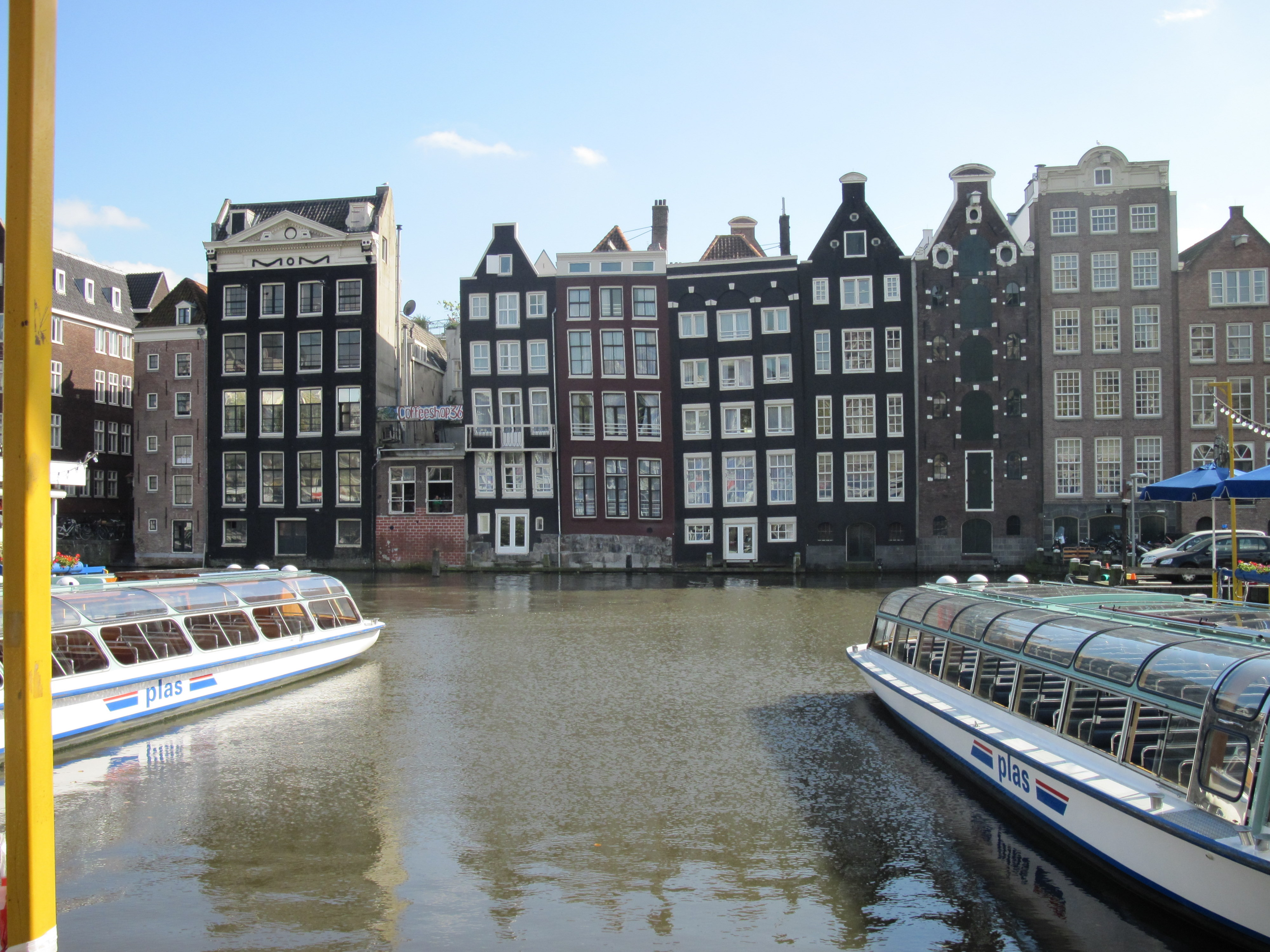
Alcune case "danzanti" sulla sponda del canale
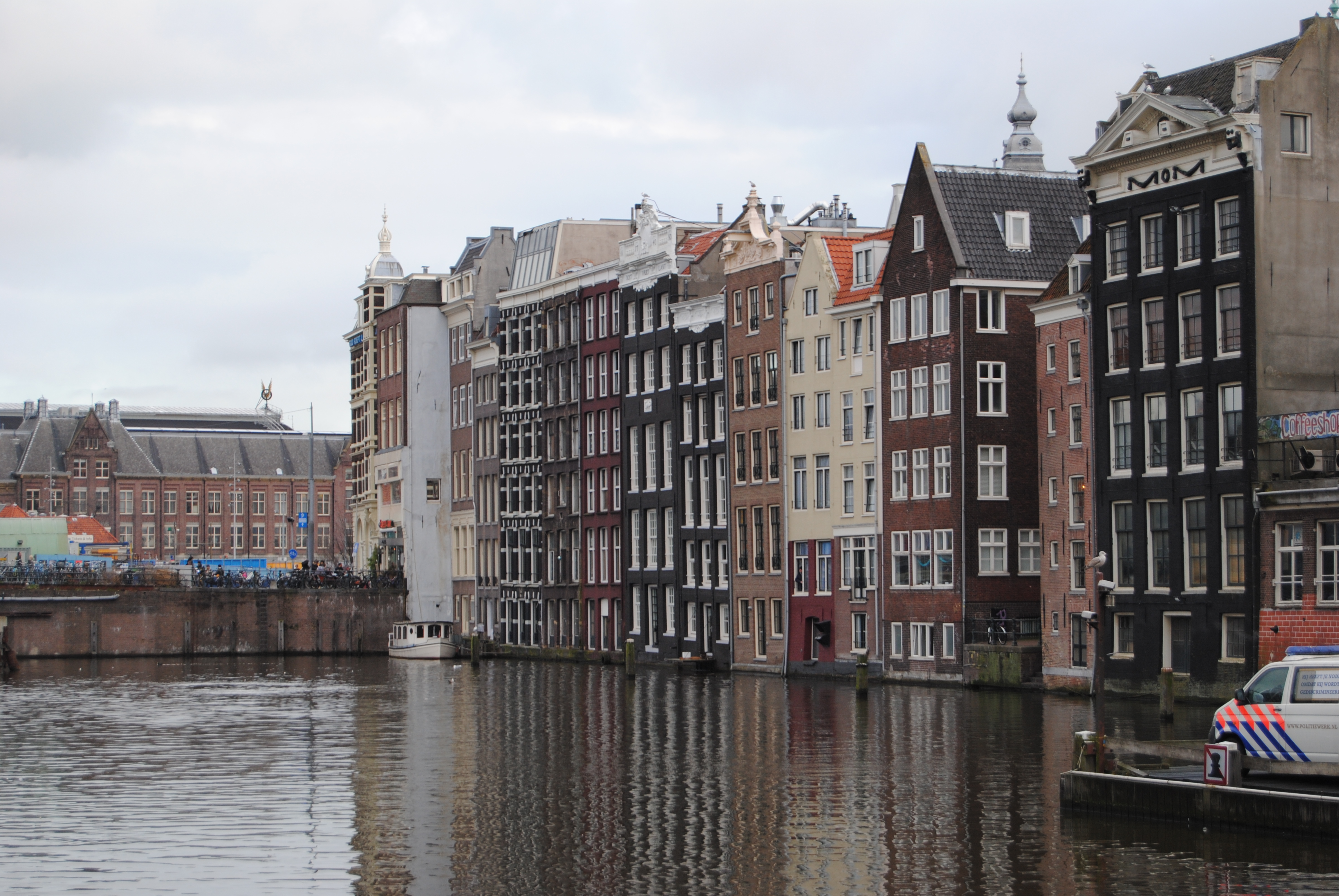
Alcune abitazioni affacciate sulla via d'acqua
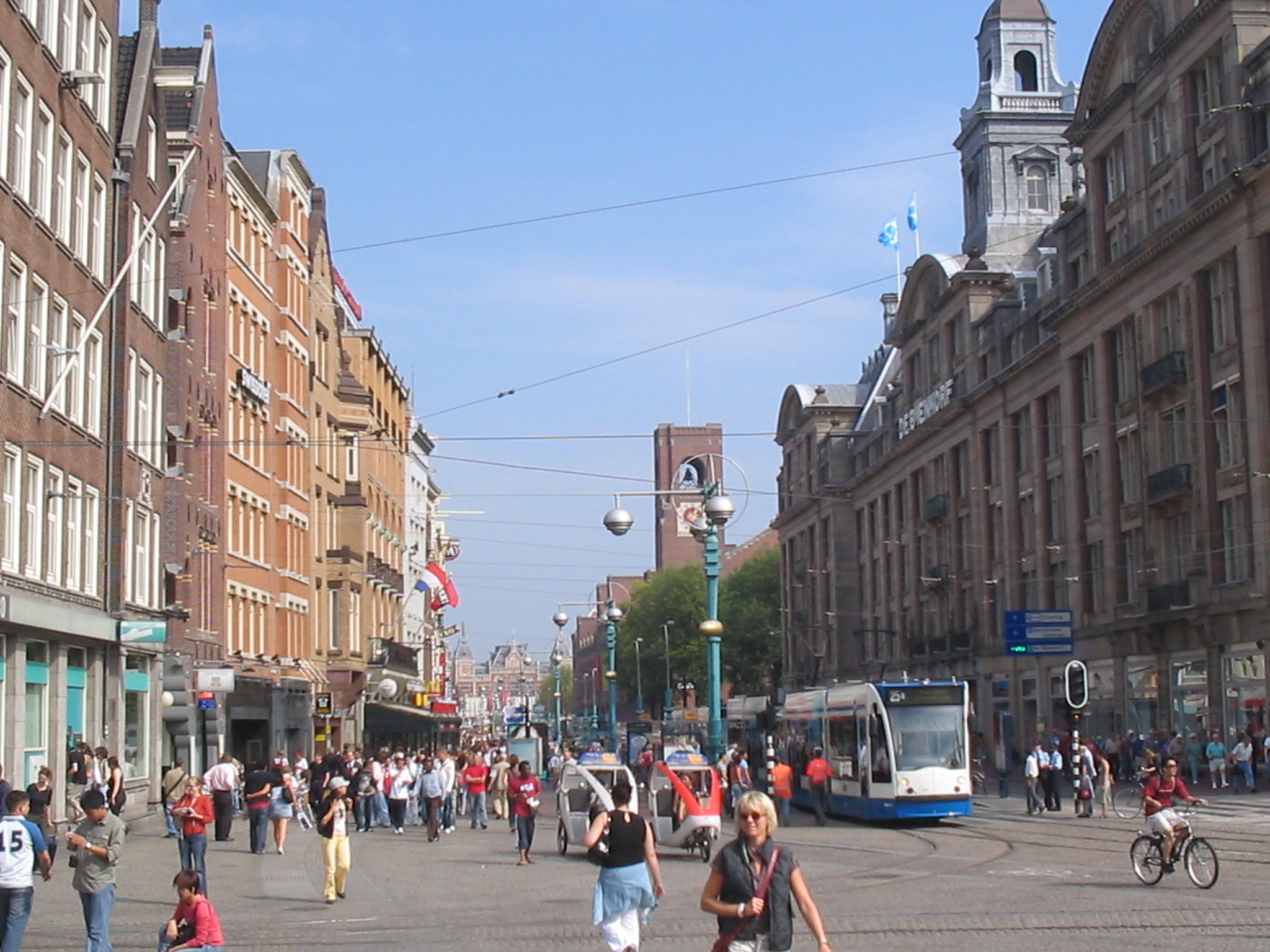
La via da Piazza Dam
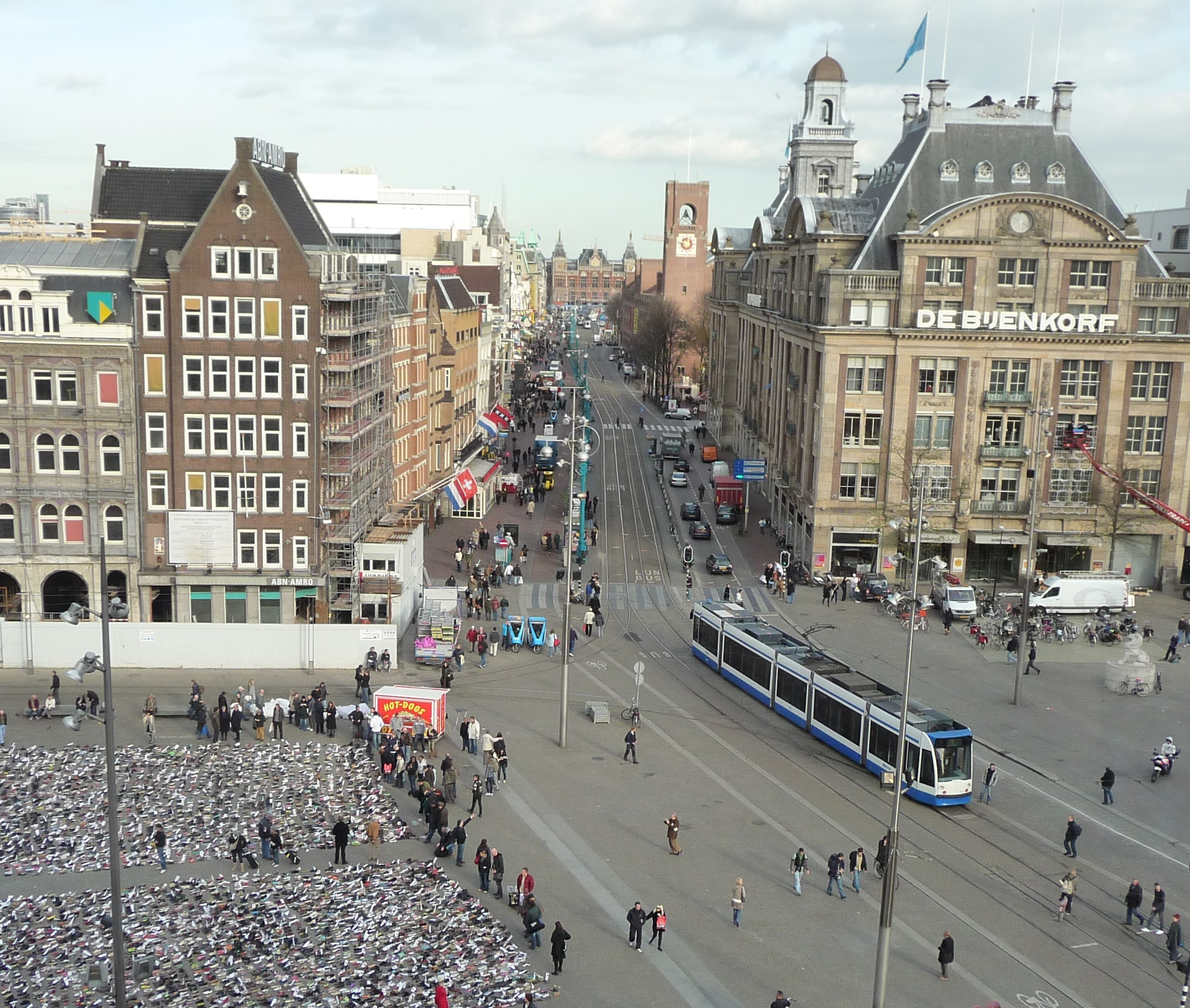
Altra visuale della via
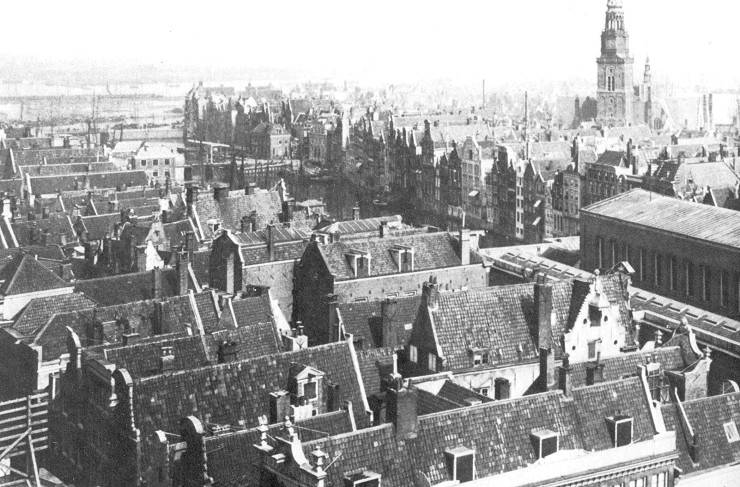
Una foto del canale del 1882